# 풀 메탈 패닉!의 등장인물 목록
다음은 풀 메탈 패닉!의 등장인물 목록이다.

## 메인 캐릭터
성우는 일본판, 애니원판, 투니버스판 순

### 주인공
- 사가라 소스케(강준혁) (성우 : 세키 토모카즈/ 손원일/ 최원형)

이작품의 주인공 중 한명. 어느날 진다이 고등학교 2학년 4반에 전학온 의문의 학생으로 첫등장했다. 여주인공인 치도리 카나메의 주변을 서성거리며 이상한 행동을 일삼는데 항상 이상한 방향으로 흘러가 대형사고를 치는게 다반사. 특히 각종 총기류나 폭탄을 사용하여 사건을 키우기에 치도리가 자주 불만을 표시한다.
사실 소스케는 평범한 인물이 아니다. 정체는 대테러대응 특수임무 군사조직인 『미스릴』의 작전부 소속 서태평양전대 투아하 데 다난 육전대 특별 대응반에 소속된 군인. 계급은 미스릴 소속 하사관이며 SRT에 배속되어 있다. 세계 각지의 전장에서 경험을 쌓은 군사 전문가로 특히 AS(Arm Slave;암 슬레이브) 조종에 뛰어난 능력을 보인다. 이때문에 각종 전쟁관련 지식에 능통했던 것이다. 위스퍼드의 능력을 지닌 치도리의 호위를 위하여 파견된 소스케는 어릴 적부터 전장에서 전사로서 살아왔기 때문에 평화로운 일상에 대한 지식은 거의 전무하다시피 하였으며, 그로 인해 일본의 평화로운 생활에 전혀 적응하지 못하고 사고만 일으키는 것이다.
- 치도리 카나메(은단비) (성우 : 유키노 사츠키/ 이선/ 이자명)

이작품의 여주인공. 진다이 고등학교 2학년 4반 준수한 외모와 몸매를 지는 미소녀로 위스퍼드의 능력을 지녔다. 이때문에 각국의 테러단체의 타겟이 되는데, 미스릴 소속의 용병인 소스케의 도움덕에 위기를 넘기곤 한다. 그러나 지나친 호위덕에 피해를 보는일이 다반사 - 소스케를 쥐잡듯이 패는 결말이 많다.
- 테레사 테스타롯사

### 미스릴 측 인물
- 멜리사 마오

- 쿠르츠 웨버

- 쿠르츠 웨버의 AI (성우 : 타무라 유카리/ 정소영)[1]
- 안드레이 세르게이비치 칼리닌 (성우 : 오오츠카 아키오)

계급은 미스릴 소속 소령
- 리처드 마듀커스 (성우 : 니시무라 토모미치)
- 레이스 (성우 : 오오하라 사야카)
- 양준규 (성우 : 사사키 노조무)
- 베르팡강 클루조
- 제롬 보더
- 스펙
- 브루노(정보부)

### 진다이 고교 측 인물
- 토키와 쿄코(안수란) (성우 : 키무라 이쿠에/ 김지혜/ 류점희)
- 오노데라 코타로
- 카자마 신지

- 이나바 미즈키 (성우 : 요시다 사유리)
- 츠바키 잇세이

- 쇼우지 미아
- 사에키 에나
- 카구라자카 에리 (성우 : 나츠키 리오)
- 니시노 코즈에
- 미즈호시 이오리
- 츠보이 타카코
- 하야시미즈 아츠노부
- 미키하라 렌 (성우 : 타나카 리에/ 오주연
- 오카다 하야토
- 사사키 히로미

### 그외 인물
- 가우룽 (성우 : 이정구)

샤 유이팡과 샤 유이란의 스승. 사가라 소스케에게 치도리 카나메를 자신이 죽였다고 거짓말을 해서 사가라 소스케의 손에 살해당한다.
- 샤 유이팡

- 샤 유이란

- 레너드 테스타롯사